# Pleurothallis cardiostola
Pleurothallis cardiostola är en orkidéart som beskrevs av Heinrich Gustav Reichenbach. Pleurothallis cardiostola ingår i släktet Pleurothallis och familjen orkidéer. Inga underarter finns listade i Catalogue of Life.

## Bildgalleri

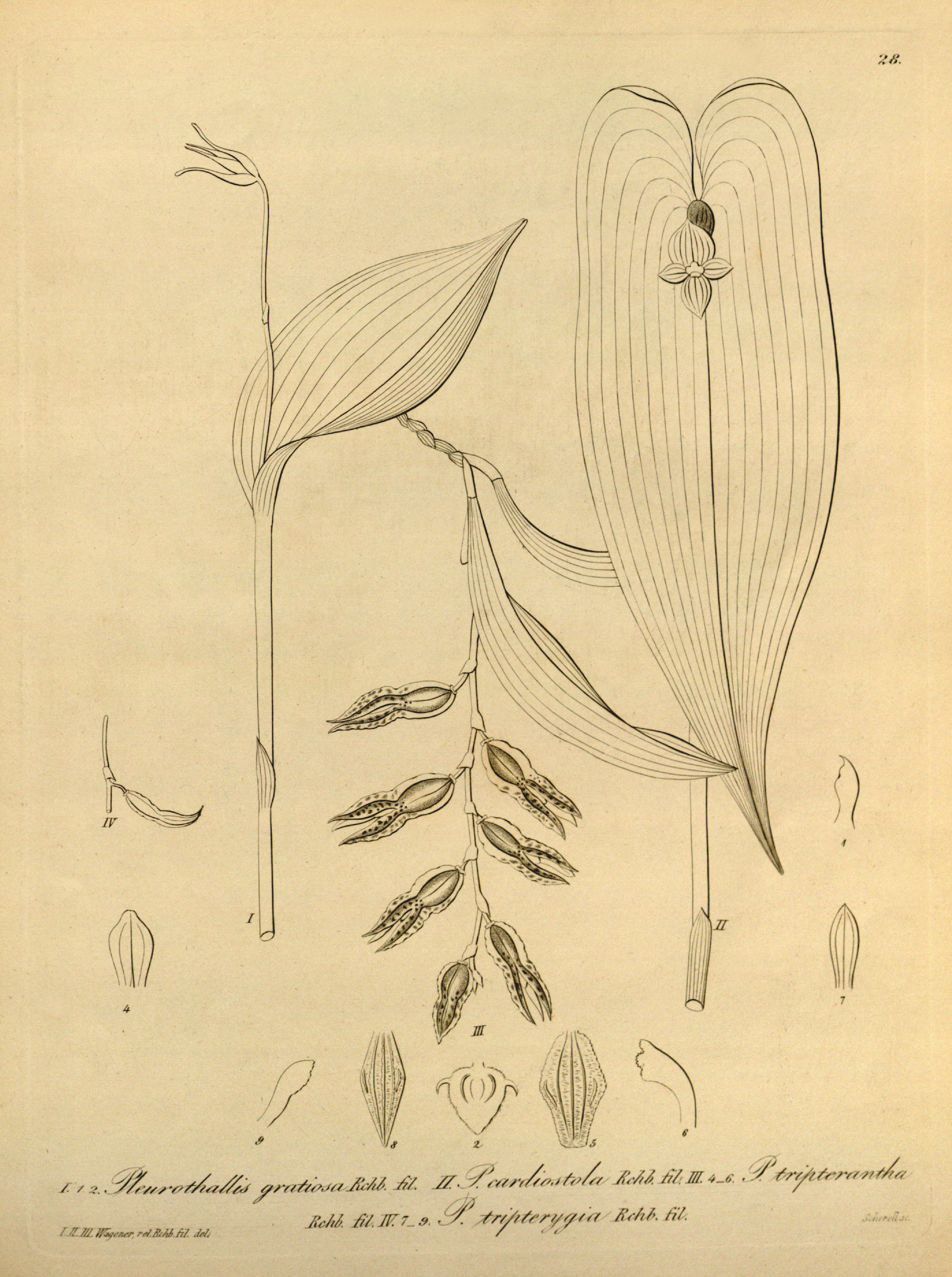